# إيرل رودني
إيرل رودني هو كاتب سيناريو ومخرج وممثل كندي، ولد في 4 يونيو 1888 في كندا، وتوفي في 16 ديسمبر 1932 بلوس أنجلوس في الولايات المتحدة بسبب ذات الرئة.

## وصلات خارجية
- إيرل رودني على موقع IMDb (الإنجليزية)
- إيرل رودني على موقع أول موفي (الإنجليزية)
- إيرل رودني على موقع قاعدة بيانات الأفلام السويدية (السويدية)
- إيرل رودني على موقع قاعدة بيانات الفيلم (الإنجليزية)
- إيرل رودني على موقع كينوبويسك (الروسية)